# 朝议大夫
朝议大夫是中國、朝鮮古代官制。
中國的朝議大夫隋文帝時初置，至炀帝时廢除。唐代又置，僅是一種散官官階，無職權。宋明時沿用，“知州以上则称朝议，以下皆学士”。清代亦置有朝议大夫。
朝鮮的朝議大夫在高麗王朝初置，為正五品下。